# 糖原

肝醣的二维剖面图示意图： 肝醣核心蛋白是被葡萄糖單元的分支所包圍。整个球状颗粒可能包含大约30,000个葡萄糖单元。

醣原的結構段

糖原（英語：glycogen，又称肝糖、动物淀粉）是人类等动物和真菌储存糖类的主要形式；是多糖的一種，由葡萄糖脫水缩合作用而成。主要生物学功能是作为动物和真菌的能量储存物质。化学式为：(C6H10O5)nH2O
在人体中，糖原主要由肝脏和肌肉（主要为骨骼肌）的细胞产生与储存，并且作为长期储存的次级能量（还有作为储存的主要能量是在脂肪组织积累的油脂）。肝糖原可以由肝脏细胞和肌肉细胞合成。由肝糖原转化的葡萄糖會給全身各处使用，包括中枢神经系统。
在肝脏细胞（肝细胞），糖原可以在饭后不久构成。只有储存在肝脏的糖原可以由其他器官使用。在肌肉，糖原的浓度較低（約肌肉质量的1-2％）。人体的糖原主要储存在肝脏、肌肉和红血球。
日本大型糖果糕點公司格力高的公司名稱“Glico”也是命名自糖原英文“glycogen”的縮寫。

## 结构

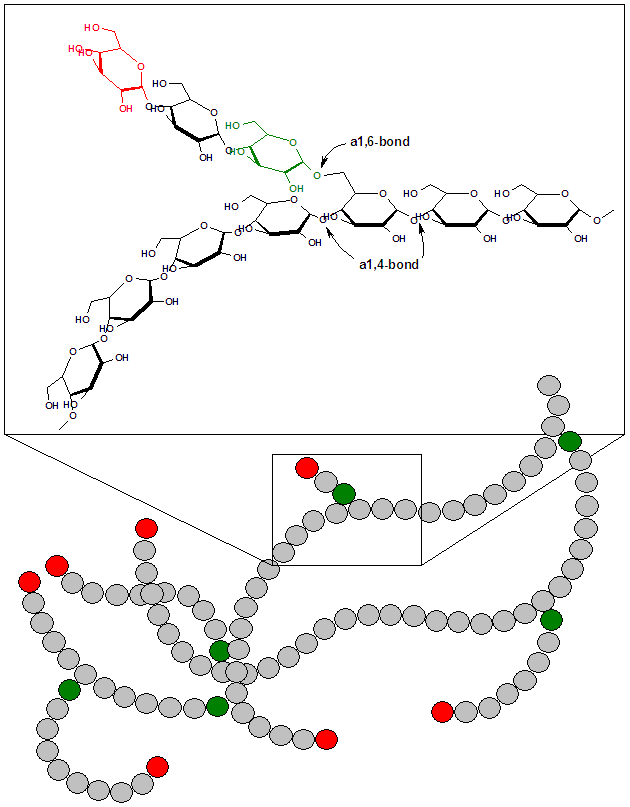
糖原的构造

糖原的结构与支链淀粉相似，由α-1,4-糖苷键和支链连接处的α-1,6-糖苷键连接而成。与支链淀粉在结构上的主要区别在于，糖原的支链多大约10-15个葡萄糖单元就有一个分支（支链淀粉大約25个是葡萄糖单元才有一个分支）且分支有12～18个葡萄糖分子。
电镜下，糖原分子呈球形，其直径约21nm，分子量是1 000 000Da到10 000 000Da。
糖原分子由多糖链组成，每条糖链约含13个葡萄糖基。糖链呈分支或非分支状；并围绕一个同心排列成12层。在内层存在分支链，每条链又有2个分支；在外层可存在非分支链。

## 性质
糖原遇碘液呈紅色。可在酶作用下分解为葡萄糖。

## 生理功能
糖原是动物与人体内储存的糖类，但含量不高；主要存在肝脏与肌肉，由此分为肝糖原与肌糖原，分别储存在肝细胞及肌细胞浆中，即细胞内液中，故糖原不会出现在内环境中。葡萄糖供应不足时，糖原可以迅速分解为葡萄糖，以供机体利用。
人体内糖原总量约200-500克，相当于800-2000大卡热量。若不从外界摄入能量，人体内糖原会在18小时内耗尽。
体内糖原存量不足会引发血糖降低，这是造成疲劳、运动表现降低、无法持续运动的原因之一。运动后体内的糖原存量会显著降低。糖类若没有积极的补充，下次运动就会受到影响。

### 形成
不论肝糖原还是肌糖原，都是细胞通过循环系统获取葡萄糖，从而合成的。肝糖原可以由肝脏细胞合成；肌糖原可以由肌肉细胞合成。

### 肌糖原
肌糖原只能供给肌肉细胞所用，不能提升血糖浓度。
肌糖原不能提升血糖的原因是：肌糖原无法生成葡萄糖。糖原分解下来的单体是1-磷酸葡糖，经变位反应生成6-磷酸葡糖，由于肌肉细胞中缺少6-磷酸葡萄糖变位酶，1-磷酸葡糖无法经过糖异生步骤转化为葡萄糖，且磷酸化的葡萄糖由于带有负电荷也无法穿过细胞膜。因此若想生成葡萄糖，只能进行无氧氧化生成乳酸，以乳酸的形式通过血液循环转运到肝细胞，再让肝脏进行糖异生产生葡萄糖再分泌。
在正常情况下，人体内每千克肌肉约储存着15克的糖原。
动物屠宰时，通常肌肉内的糖原会完全分解，只有肝、肾、心等内脏含有少量糖原。

### 肝糖原
肝糖原负责补充血糖使之维持稳定浓度；可以分解成葡萄糖，并释放到血液，供给肌肉以及其他器官，是提供身体的能量来源。

## 新陈代谢

### 合成
不像其分解，糖原合成是吸收能量的 - 需要能量的输入。

### 分解

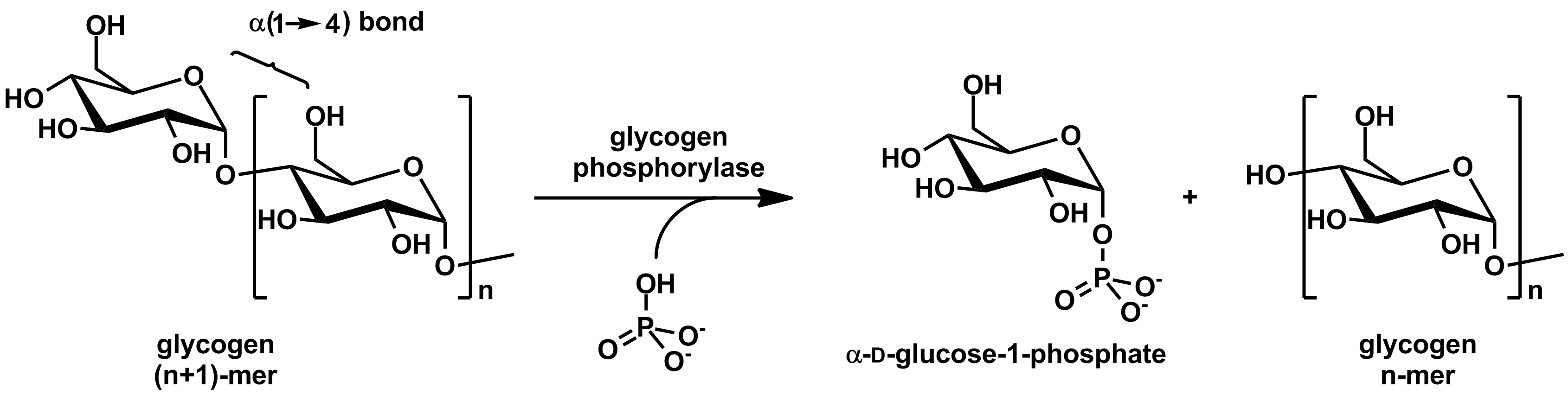
糖原中的糖原磷酸化酶的作用

## 参看
- 甲壳素，又称壳多糖
- 肽聚糖
- 三酸甘油酯